# Northeast Aitkin (Minnesota)
Northeast Aitkin es un territorio no organizado ubicado en el condado de Aitkin en el estado estadounidense de Minnesota. En el Censo de 2010 tenía una población de 11 habitantes y una densidad poblacional de 0,06 personas por km².

## Geografía
Northeast Aitkin se encuentra ubicado en las coordenadas 46°56′48″N 93°8′43″O / 46.94667, -93.14528. Según la Oficina del Censo de los Estados Unidos, Northeast Aitkin tiene una superficie total de 192.71 km², de la cual 192.52 km² corresponden a tierra firme y (0.1%) 0.19 km² es agua.

## Demografía
Según el censo de 2010, había 11 personas residiendo en Northeast Aitkin. La densidad de población era de 0,06 hab./km². De los 11 habitantes, Northeast Aitkin estaba compuesto por el 100% blancos, el 0% eran afroamericanos, el 0% eran amerindios, el 0% eran asiáticos, el 0% eran isleños del Pacífico, el 0% eran de otras razas y el 0% pertenecían a dos o más razas. Del total de la población el 0% eran hispanos o latinos de cualquier raza.